# Mr. De'
Mr. De', de son vrai nom Ade' Mango Henderson Mainor, est un producteur américain d'electro et ghettotech. Il est reconnu comme l'un des pionniers du genre au même titre que DJ Assault, DJ Funk ou DJ Deeon.

## Histoire
Il est le fondateur du label Electrofunk Records avec DJ Assault en 1996. Il est également le président de Submerge Distribution depuis 2005. En 2005, il dirige le festival Fuse-In Detroit's Electronic Movement, et parvient à intégrer Mos Def dans le line-up.  Cette même année, il sort l'album Renaissance au label Uwe.
Pour la presse spécialisée, Mr. De' et son label Electrofunk Records « ont servis [...] la communauté musicale ».